# Smail
Smail-3 je program pro přepravu elektronické pošty (anglicky Mail Transfer Agent, MTA) používaný na unixových operačních systémech. Jde o svobodný software licencovaný pod licencí GNU GPL. Snaží se být obecným a flexibilním poštovním programem s rozsáhlými možnostmi pro kontrolu přichozí pošty a pro směrování mezi různými sítěmi. Na Internetu se stále používá, ale byl z větší části nahrazen Eximem (který původně vycházel z Smailu) a jinými modernějšími programy pro přepravu pošty.
Smail-3 vychází z monolitického modelu, kde jediný program implementuje všechny základní funkce MTA. Tento typ monolitického návrhu je obecně z podstaty považován za méně bezpečný[zdroj?], především proto, že celý program normálně běží po celou dobu s plnými systémovými právy. Přesto je datová bezpečnost Smailu poměrně dobrá, a pouze jednou byl předmětem bezpečnostní výstrahy na Bugtraq. Přes svůj monolitický koncept byl navržen s důrazem na datovou bezpečnost a využívá několika klíčových postupů bezpečného kódování, aby se vyhnul některým nejčastějším nástrahám podobně velkých programů napsaných v jazyce C.